# Епархия Омби
Епархия Омби (лат. Dioecesis Ombitana) — титулярная епархия Римско-Католической церкви. С 1966 года епархия является вакантной.

## История
Город Омби, который в современном Египте называется Ком-Омбо, был местом кафедры одноимённой епархии в римской провинции Фиваида. Епархия Омби была викарной епархией архиепархии Птолемаиды Фиваидской.
С 1903 года епархия Омби является титулярной епархией Римско-Католической церкви. С 1996 года епархия Омби вакантна.

## Титулярные епископы
- епископ James Rogers (26.01.1903 – 22.03.1906); 
  - Sede vacante;
- епископ Joseph-Marie Birraux (22.10.1920 — 30.04.1947);
- епископ Antonio Ignacio Camargo (26.11.1947 — 8.01.1952) — назначен епископом Калабозо;
- епископ Джеймс Джонстон Нэваг[англ.] (29.07.1952 — 08.05.1957) — назначен епископом Огденсберга
- епископ Кароль Войтыла (4.07.1958 — 13.01.1964) —– назначен архиепископом Кракова, затем выбран Римским папой;
- епископ António de Castro Xavier Monteiro (22.02.1964 — 3.02.1966) — назначен титулярным архиепископом Митилене.

## Источник
- Pius Bonifacius Gams, Series episcoporum Ecclesiae Catholicae, Leipzig 1931, стр. 462  (лат.)
- Michel Lequien, Oriens christianus in quatuor Patriarchatus digestus, Parigi 1740, Tomo II, coll., стр. 613—614  (лат.)